# Знак беды (повесть)
«Знак беды» (белор. Знак бяды) — повесть белорусского писателя Василя Быкова, созданная в 1982 году. Отмечена Ленинской премией в 1986 году, в этом же году повесть была экранизирована.

## Художественные особенности
Повесть «Знак беды», за которую автор был награждён Ленинской премией, — значительная веха не только в творчестве Василя Быкова, но и в литературном процессе советского периода в целом. Выдержана в пределах стиля писателя, повесть определяется ограниченным пространственно-временным разворотом, небольшим количеством героев, характерной военной тематикой и острой проблематичностью. Война в повести отображается через углубление в психологию героев, поставленных в экстремальные условия. В своём произведении В. Быков не обходится без показа прошлого своих героев, давая нам понять, что их поведение следует из всей предыдущей жизни, потому что ничего случайного не бывает. Особенность этой повести в том, что автор показывает войну не глазами её участников-военнослужащих, а просто мирных жителей. «Знак беды» считают самым антивоенным из всех произведений писателя.

## Основные герои
- Степанида Богатька — бывшая колхозница, активистка коллективизации;
- Петрок Богатька — бывший колхозник;
- Змитер Гужов (Гуж) — начальник местной полиции у немцев, бывший «раскулаченный»;
- Потап Колондёнок — полицай, бывший активист коллективизации;
- Левон — председатель колхоза;
- Василий Гончарик — милиционер;
- Новик — активист коллективизации;
- Антось Недосека — полицай, бывший колхозник и активист коллективизации, пошёл в полицию по принуждению Гужа, активно участвует в расправах;
- Свентковский — бывший учитель немецкого языка, переводчик у немцев, служит в полиции, участвует в расправах;
- Корнила — сельский житель, бывший раскулаченный;
- Янка Гончарик — глухонемой пастух-подросток;
- немцы — офицер, фельдфебель и солдаты;
- Александр Червяков (единственный невымышленный персонаж).

## Сюжет
Название повести «Знак беды» имеет смысл в том, что в начале повествования автор видит место, где раньше жили люди, угадываемое по следам жилья, угловому камню фундамента дома, бугру кирпича, каменным ступеням, растущей груше-дичке и старой липе, где когда-то были хуторские ворота. В этом автор видит знаки беды, разыгравшейся здесь трагедии, о которой он ведёт рассказ.

## Издания
В 1987 году московским издательством «Советский писатель» в серии «Библиотека советского романа» произведение было издано совместно с другими произведениями советских авторов в антологии «За чертой милосердия. Живи и помни. Знак беды» (656 страниц, составитель и ISBN не указаны).
В 2004 году московским издательством «Эксмо» в серии «Красная книга русской прозы» в сборнике «Сотников» произведение было издано совместно с другими произведениями автора «Круглянский мост», «Его батальон», «Сотников», «Обелиск» (928 страниц, художественное оформление и макет художника А. Бондаренко ISBN 5-699-08306-5).